# 热力学温标
热力学温标，又称开尔文温标、绝对温标，简称开氏溫標，凱氏溫標，是一种标定、量化温度的方法。它对应的物理量是热力学温度，或称开氏度，符号为K，为国际单位制中的基本物理量之一；对应的单位是开尔文（英語：Kelvin），符号为K。热力学温标是由第一代开尔文男爵威廉·汤姆森于1848年利用热力学第二定律的推论卡诺定理引入的。它是一个纯理论上的温标，因为它与测温物质的属性无关。
热力学温度又被称为绝对温度，是热力学和统计物理中的重要参数之一。一般所说的绝对零度指的便是0K，对应-273.15°C或-459.67°F。
国际计量委员会建议采用玻尔兹曼常数来定义热力学温度单位开尔文（K）。2019年5月20日起，1开尔文被定义为“对应玻尔兹曼常数为{\displaystyle 1.380649\times 10^{-23}J\cdot K^{-1}}的热力学温度”。

## 历史定义
热力学温标可以通过下列过程引入：
假设一个卡诺热机在高温热源（温度 {\displaystyle \Theta _{1}} ）和低温热源（温度 {\displaystyle \Theta _{2}} ）之间工作，并且在高温热源吸收热量 {\displaystyle Q_{1}}，向低温热源放出热量 {\displaystyle Q_{2}}，其间向外界作功 {\displaystyle W}。那么，可逆热机的效率 {\displaystyle \eta } 可以表示为：
{\displaystyle \eta _{12}={\frac {|W|}{|Q_{1}|}}={\frac {|Q_{1}|-|Q_{2}|}{|Q_{1}|}}=1-{\frac {|Q_{2}|}{|Q_{1}|}}}
卡诺定理指出，可逆循环的效率只与高温热源和低温热源的温度有关，而与工作物质（工质）或工作路径等其它因素无关。也就是说， {\displaystyle \eta _{12}} 仅仅是温度 {\displaystyle \Theta _{1}} 和 {\displaystyle \Theta _{2}} 的函数。为了方便下面的推导，不妨设：
{\displaystyle f(\Theta _{1},\Theta _{2})=1-\eta _{12}={\frac {|Q_{2}|}{|Q_{1}|}}}。
另外，对于任意三个温度 {\displaystyle \Theta _{1}}、{\displaystyle \Theta _{2}}、{\displaystyle \Theta _{3}} 的热源，考虑 {\displaystyle 1\rightarrow 3\rightarrow 2} 和 {\displaystyle 1\rightarrow 2} 两个可逆过程。不妨设两个过程中，热机都从1号热源吸收了相同的热量 {\displaystyle Q_{1}}。另外，把两个过程中，热机最终释放给2号热源的热量分别记为 {\displaystyle Q_{2}} 和 {\displaystyle Q'_{2}} ，把{\displaystyle 1\rightarrow 3}过程中，热机释放给3号热源的热量记为 {\displaystyle Q_{3in}}，把{\displaystyle 3\rightarrow 2}过程中，热机吸收自3号热源的热量记为 {\displaystyle Q_{3out}}。为了保证两个过程的可逆性，
- 必须有 {\displaystyle Q_{3in}=Q_{3out}\equiv Q_{3}}。
- 必须有 {\displaystyle Q_{2}=Q'_{2}}。

否则都将意味着热机运作过程中，有热量散失或有新的能量进入系统，这都违反了卡诺定理。
由此，容易证明：
{\displaystyle f(\Theta _{1},\Theta _{2})={\frac {|Q_{2}|}{|Q_{1}|}}={\frac {|Q_{2}|/|Q_{3}|}{|Q_{1}|/|Q_{3}|}}={\frac {f(\Theta _{3},\Theta _{2})}{f(\Theta _{3},\Theta _{1})}}\equiv {\frac {\psi (\Theta _{2})}{\psi (\Theta _{1})}}}
（其中{\displaystyle \psi (\Theta )}为形式可选择的普适函数）
可以观察到，{\displaystyle \psi (\Theta )=\Theta } 是可取的一种形式。即，{\displaystyle f(\Theta _{1},\Theta _{2})={\frac {\Theta _{2}}{\Theta _{1}}}}。
由于定义式只给出了两个温度的比值，仍需要一个标准点。1954年国际计量大会决定，取水的三相点（273.16K）作为标准点，作为热力学温标的定义。
通过推导过程，可以注意到：由于卡诺定理中，热量交换做功是与测温物质无关，所以通过上述方法取定的温标 {\displaystyle \Theta }（热力学温标）也与测温物质无关。

## 与其他温标的关系
|          | 從克氏溫標換算至其他溫度單位                                              | 從其他溫度單位換算至克氏溫標                                                |
| -------- | ------------------------------------------------------------------------- | --------------------------------------------------------------------------- |
| 攝氏溫標 | {\displaystyle {}^{\circ }\!{\text{C}}={}{\text{K}}-273.15}               | {\displaystyle {\text{K}}={}^{\circ }\!{\text{C}}+273.15}                   |
| 華氏溫標 | {\displaystyle {}^{\circ }\!{\text{F}}={\frac {9}{5}}{}{\text{K}}-459.67} | {\displaystyle {}{\text{K}}={\frac {5}{9}}({}^{\circ }\!{\text{F}}+459.67)} |